# Witvleugelklauwiertangare
De witvleugelklauwiertangare (Lanio versicolor) is een zangvogel uit de familie Thraupidae (tangaren).

## Verspreiding en leefgebied
Deze soort telt 2 ondersoorten:
- L. v. versicolor: oostelijk Peru, westelijk Brazilië en noordelijk Bolivia.
- L. v. parvus: het oostelijke deel van Centraal-Brazilië en noordoostelijk Bolivia.